# 高上玉皇本行集經
高上玉皇本行集經，簡稱《玉皇經》。撰人不詳，成書於唐代或宋代，收入《正統道藏》洞真部本文類，為元始天尊演說玉皇修道證仙故事，以及奉持玉皇經咒的功德果報。
本書自宋元以來廣為流行，為道士舉行齋醮和道門功課之必誦經文。此經為玉皇根本經典，不但道士常誦此經作為功課，其它有關玉皇的朝、懺、燈儀等也以此為依據，對道教和民間信仰都有很大的影響。

## 題解
玉皇，道教稱天帝曰玉皇上帝。《玉皇經》：「是穹蒼主，浩劫之尊，妙見妙知，無等無倫，湛寂真靜，杳亡杳存，上聖上靈，大神通、光明藏、大丈夫，開化人天，教道無窮，大慈大悲，流煥法輪，為度羣生，是號玉皇」。
本行，源自佛教語，指成佛以前尚在菩薩位（因位）時之行法。《玉皇經》用此詞指稱玉皇成就玉帝前的修行因緣。

## 內容
全書分五品，分別敘述玉皇上帝的來歷、神格，授五方五老天君大神咒五篇，以及頌揚奉持玉皇經咒之功德果報。
經稱：古有光嚴妙樂國王無嗣，皇后夢見太上道君抱一嬰兒予之，覺而有孕，生下王子。王子嗣位後，治國有道，體恤民眾疾苦，又捨國入山修道，如此反復歷三千二百劫，始證金仙，號清靜覺王如來，教諸菩薩頓悟大乘正宗，漸入虛無妙道。再經億劫修行，證位為玉帝。所以玉皇能大顯神通，分身化形，為十方演說清靜解脫之道。
其次，又稱玉帝授五方五老天君神咒五篇，此咒即六朝所出「靈寶赤書真文」，但文字略有不同。最後頌揚奉持玉皇經咒之功德。

## 註解
- 周玄貞《高上玉皇本行經集註》
- 太上洞玄靈寶紫微金格高上玉皇本行集經闡微（收入《道藏輯要》）

## 相關著作
- 高上玉皇本行經髓
- 玉皇宥罪錫福寶懺
- 高上玉皇滿願寶懺
- 玉皇十七慈光燈儀
- 高上玉皇心印經
- 高上玉皇胎息經
- 玉帝寶誥（彌羅寶誥）

## 考證
謝聰輝，根據國立故宮博物院珍藏明嘉靖四十年（1561）的黃綾定本《玉皇經》序跋，推斷《玉皇本行集經》扶鸞出世的地點在四川蓬溪縣。由劉安勝後輩的接真鸞手，託梓潼帝君飛鸞書出。其創作背景為南宋面臨1217–1218年「蜀罹敵難」的宋金战争劫難，以飛鸞造經達到救末劫與安鎮國祚的目的。

## 外部連結
- 玉皇科儀及其文化內涵 （页面存档备份，存于）
- 書評《新天帝之命：玉皇、梓潼與飛鸞》 （页面存档备份，存于）